# Torrey Maynard Johnson
Torrey Maynard Johnson (* 15. März 1909 in Chicago, Illinois; † 26. Mai 2002 in Wheaton, Illinois) war ein US-amerikanischer evangelikaler Geistlicher.

## Leben
Johnson studierte am Wheaton College (Illinois) und am Northern Baptist Theological Seminary. Danach arbeitete er als Pastor der Midwest Bible Church in Chicago. Diese Position nutzte er, um sich in der evangelikalen Bewegung einen Namen zu machen. Seine Radiosendung Songs in the Night übergab er 1943 an Billy Graham, um im darauf folgenden Jahr mit Jugendevangelisationen zu beginnen. Aus dieser Initiative entwickelte sich die Missionsgesellschaft Youth for Christ (YfC). Bei der offiziellen Gründung von YfC im Jahr 1945 wurde Johnson zum ersten Präsidenten der Organisation gewählt. Auf das Bestreben von Johnson hin wurde Billy Graham als Evangelist bei YfC angestellt. Bereits 1948 übergab er die Präsidentschaft bei YfC an Robert Cook. 1953 zog sich Johnson vom Predigtdienst in der Midwest Bible Church zurück, um als Wanderprediger zu arbeiten. Von 1968 bis 1983 leitete der das Bibletown Conference Center in Boca Raton.